# Eugène Dubois
Marie Eugène François Thomas Dubois (ur. 28 stycznia 1858 w Eijsden, zm. 16 grudnia 1940 w Haelen) – holenderski geolog, antropolog, lekarz anatom, odkrywca pitekantropa w Trinil na Jawie. 

## Życiorys
Studiował na uniwersytecie amsterdamskim medycynę i kierunki przyrodnicze, po zakończeniu studiów zatrudniony na tej uczelni jako wykładowca. W czasie studiów prac ewolucyjnych, doszedł do wniosku, że ludzie wyodrębnili się z innych naczelnych w południowej Azji i tam należy szukać ich przodków. Był to wówczas pogląd rewolucyjny, gdyż powszechnie wierzono, że ojczyzną człowieka jest Europa (choć Karol Darwin wskazywał na Afrykę), jednak w istocie rzeczy z żadnego kontynentu nie znano szczątków hominidów, z wyjątkiem europejskiego neandertalczyka.
W 1886 został mianowany lekarzem wojskowym w Indiach Holenderskim. Pierwsze swe prace prowadził na Sumatrze. By zweryfikować swoją tezę, Dubois w 1886 r. wyjechał na Jawę, gdzie rozpoczął poszukiwania skamieniałości hominidów, jednocześnie utrzymując się z pracy lekarza wojskowego. Pracował tam i prowadził poszukiwania do 1895 r. W 1891 r. znalazł we wschodniej Jawie fragment czaszki (dach czaszki) i kilka zębów, które opisał rok później jako pozostałość gatunku Pithecantrophus erectus, obecnie zaliczanego do Homo erectus. Było to przełomowe odkrycie dla ówczesnej nauki, nie tylko antropologii, ale przede wszystkim dla uznania ewolucyjnej teorii pochodzenia człowieka. Szczątki odkryte zostały przewiezione do muzeum w Haarlemie w 1892 r.
Po powrocie do Holandii w 1898 r. wykładał na uniwersytecie w Amsterdamie geologię, mineralogię i paleontologię. Prowadził badania nad rozwojem filogenetycznym mózgu ssaków. Od 1919 był członkiem Królewskiej Holenderskiej Akademii Sztuk i Nauk.